# 2018年俄羅斯養老金抗議
2018年俄罗斯养老金抗议活动是俄罗斯當年爆發的一系列全国性的抗议和示威活动，民眾要求俄當局放弃延遲退休政策。
2018年6月14日，當時正是2018年國際足協世界盃开幕日，俄羅斯當局宣布了养老金改革计划。而當時俄羅斯當局規定在世界杯比赛期间，任何示威活动都被禁止，不過當時俄罗斯人並不滿意养老金制度改革，為此還發起了反改革集会抗議，抗議活動主要由俄罗斯联邦共产党和公正俄罗斯－爱国者－为了真理组织；但養老金相關改革措施依舊於10月3日签署成为法律，随后一些規模較小的反对改革的抗議仍時不時發生。
延遲退休改革使得俄罗斯总统弗拉基米尔·普京和总理德米特里·梅德韦杰夫的聲望有所降低。 2018年7月，一項民意調查顯示，如果当时举行总统选举，只有49% 的人会投票给普京；而在當年3月的俄羅斯總統选举中，他获得了76.7%的选票。 

## 背景
2018年6月14日，俄罗斯政府宣布了养老金改革计划，男性的退休年龄从60岁延後到65岁，女性从55岁延後到63 岁。此前乎所有的俄罗斯官方媒体都沒提及延遲退休之事，俄罗斯新闻社甚至表示，2030年之前俄政府都不可能推出延遲退休舉措。 因此當俄罗斯总理梅德韦杰夫宣布改革计划時震惊了广大俄罗斯公民。
养老金改革成为当时俄罗斯的核心问题。然而出于安全原因，俄羅斯當局不允许人民在世界杯期间舉行抗议活動，只允許7月底才能舉辦抗議活動。俄羅斯政府被指利用世界杯來掩護自己的養老金改革政策。近90%的俄罗斯公民不赞成養老金改革。 
7月19日，在国家杜马对相關養老金改革法案進行一读期间，亲普京的政党统一俄罗斯黨員（ 娜塔莉亚·弗拉基米罗芙娜·波克隆斯卡娅除外）支持延遲退休，而所有的俄羅斯反对派、左翼和自由主义者均反對養老金改革。 

## 抗议活动
统计研究表明，该国第三季度的抗议活动数量比去年同期增加了近两倍，幾乎這些抗議活動均與反對養老金改革有關。 

### 2018年7月至8月
从7月中旬开始，几乎每个周末都有人參加抗议集会和示威游行，有时甚至在工作日都有抗議活動。幾乎俄羅斯全国所有的主要城市，例如新西伯利亚、圣彼得堡和莫斯科均有出現抗議活動。参加人數总数超过20万人。7月18日和7月28日至 29日的抗議規模較大。 尤其是7月28日，超过 10,000 人参加了在首都莫斯科举行的集会。 

### 2018年9月
9月2日，俄罗斯共产党和其他一些左翼反对派政治势力組織了大规模的反改革示威活动。在莫斯科，约有 9,000人参加了反对政府养老金改革的集会。 
9月9日，阿列克谢·纳瓦尔尼在俄罗斯80多个城市组织了反對延遲退休的示威活动。大部分行动都没有得到当局的许可，警方总共拘留了大约1000名参与者。  除了反对改革的口号，参与者还高呼“没有普京的俄罗斯”，并举着写有“普京，你什么时候可以领取养老金？”等字樣的标语牌。

9月22日在莫斯科举行的反改革集会

2018年9月的每个星期六或星期日都有集会。9月22日，俄羅斯共产党组织了全国性的抗议活动。在莫斯科，数千人要求俄羅斯政府放弃养老金改革。  
改革严重影响了2018年9月的俄罗斯地方选举：统一俄罗斯的選舉结果創下10多年来最低。
統一俄羅斯在哈巴罗夫斯克边疆区州长选举和弗拉基米尔州州长选举中输给了俄罗斯自由民主党，在哈卡斯选举中输给了俄罗斯联邦共产党。

## 当局的反应
7月19日，国家杜马以328票对104票的一读通过了这项改革。 
在强烈抗议以及普京和统一俄罗斯的支持率大幅下降之后，俄罗斯总统弗拉基米尔·普京向杜马提交了改革修正案，将女性退休年龄从55歲推遲至60歲。
然而反对派和绝大多数普通俄罗斯人认为总统的妥協远远不够，并对他的决定感到失望。因此人們除了呼籲俄當局放弃改革和政府辞职的外，还要求總統弗拉基米尔·普京辞职。 
尽管有抗议，9月27日，養老金改革法案的修正版以326票对59 票、1票弃权获得国家杜马二读通过。  10月3日，该法案也以149票对5票、3票弃权获得联邦委员会通过。 最后普京在同一天晚些时候签署了养老金法案，使其成为正式法律。养老金法案數天後刊登在俄罗斯报上並且正式生效。

## 签署法案后
反对党打算继续反对改革並说服当局停止改革。但此後抗議活动規模不再像之前聲勢浩大，除11月5日至7日（纪念十月革命101周年）外，並没有出現大规模的反改革集会。
养老金改革相關舉措于2019年1月1日正式启动。
2019年初春，全国范围内的反改革抗議又再次开始。左翼的时代本质组织了一些相關的反改革活動。此外在3月23日， 俄罗斯联邦共产党在俄罗斯最大的城市莫斯科召开了反对俄罗斯政府社會政策（其中就包括延遲退休）的会议，有数千人参加。尽管如此，街头抗议的規模并没有恢复到2018年的水平。从2020年开始，由於2019冠状病毒病疫情的肆虐，已很難再舉辦大规模的抗議。